# San Floriano del Collio
San Floriano del Collio (eslovè Števerjan, friülà San Floreàn dal Cuèi) és un municipi italià, dins de la província de Gorizia. L'any 2007 tenia 833 habitants. Comprèn les fraccions de Bukovje/Bukouje, Jazbine/Giasbana, Klanec/Uclanzi, Ščedno/Scedina i Valerišče/Valerisce. Limita amb els municipis de Brda (Eslovènia), Capriva del Friuli, Cormons, Gorizia i Mossa.

## Administració
| Període | Identitat     | Partit             |
| ------- | ------------- | ------------------ |
| 2004-   | Adriano Corsi | Slovenska Skupnost |